# Айдынгышлаг
Айдынгышлаг (азерб. Aydınqışlaq) — село в Габалинском районе Азербайджана.

## География
Расположено в 9 км к юго-востоку от Габалы. Ближайшие соседние села Бёюк-Пирали, Зараган. Через населённый пункт протекает река Дамир-Апаранчай.

## Этимология
Название села имеет тюркское происхождение.

## Инфраструктура
В Айдынгышлаге имеется средняя общеобразовательная школа, построенная в 1978 году.
Так же имеется ФАП.

## История
По данным «Кавказского календаря» на 1856 год село Айдинъ Кишлагъ Куткашинского магала населяли «татары»-сунниты (азербайджанцы-сунниты), язык «татарский» (азербайджанский).
«Кавказский календарь», на 1915 год, сообщает об Айдинъ-Кишлагъ Нухинского уезда Елисаветпольской губернии. Численность населения села — 570 человек.

## Население
Согласно данным Азербайджанской сельскохозяйственной переписи 1921 года село Айдин-Кишлаг входило в Куткашенское сельское общество Нухинского уезда Азербайджанской ССР. В селении имелось 138 хозяйств, в которых проживало 643 жителя, преобладающая национальность — азербайджанские тюрки (азербайджанцы).
По материалам издания «Административное деление АССР», подготовленным в 1933 году Управлением народно-хозяйственного учёта Азербайджанской ССР (АзНХУ), по состоянию на 1 января 1933 года Айдынкышлаг входил в Зараганский сельсовет Куткашенского района Азербайджанской ССР. В селе на то время проживало 603 человека (165 хозяйств),  352 мужчины и 251 женщина. Национальный состав Зараганского сельсовета, состоял преимущественно из тюрок (азербайджанцев) — 99,2 %.
В конце 1970-х годов численность населения достигала 1288 человек (1976). Были развиты разведение зерновых, табаководство, садоводство, шелководство, животноводство.
В 2009 году население села составляло 2149 человек (1082 мужчины и 1067 женщин).